# SMS Posen
El SMS Posen fue uno de los cuatro acorazados de la clase Nassau, que incluían el Nassau, el Rheinland y el Westfalen, los primeros dreadnoughts construidos para la Marina Imperial alemana (Kaiserliche Marine). Su puesta de quilla fue en el astillero Germaniawerft en Kiel el 11 de junio de 1907, se botó el 12 de diciembre de 1908 y fue puesto en servicio en la Hochseeflotte el 31 de mayo de 1910. Estaba equipado con una batería principal con doce cañones de 28 cm SK L/45 en seis torretas idénticas dispuestas en una inusual configuración hexagonal.
El barco sirvió junto a sus tres buques gemelos durante la mayor parte de la Primera Guerra Mundial. Llegó a realizar un amplio servicio en el mar del Norte, donde participó en varias incursiones que culminaron con la batalla de Jutlandia del 31 de mayo al 1 de junio de 1916, lucha en la que el Posen participó en duros enfrentamientos nocturnos con las fuerzas ligeras británicas. En la confusión, el barco embistió accidentalmente al crucero ligero SMS Elbing, que como consecuencia sufrió graves daños y se hundió más tarde en la noche.
También realizó varios despliegues en el mar Báltico contra la Armada rusa. En el primero de ellos, el Posen apoyó un asalto naval alemán en la batalla del golfo de Riga. En 1918 regresó al Báltico con el objetivo de ayudar a los finlandeses blancos en la guerra civil finlandesa. Al final de la guerra, el Posen permaneció en Alemania mientras la mayoría de la flota estaba internada en Scapa Flow. En 1919, tras el hundimiento de la flota alemana en Scapa Flow, fue cedido a los británicos como reemplazo de los barcos hundidos. Luego fue enviado a un desguace en los Países Bajos y terminó siendo desguazado en 1922.

## Descripción

Dibujo de un acorazado clase Nassau que muestra la disposición de la batería principal.

El diseño de la clase Nassau comenzó a finales de 1903 durante la carrera armamentística naval anglo-germánica; en ese momento, los acorazados de las armadas extranjeras habían comenzado a llevar armamento secundario cada vez más pesado, los barcos americanos e italianos contaban con cañones de 20.3 cm mientras que los británicos de 23.4 cm, lo que superaba a los anteriores acorazados alemanes de la clase Deutschland que contaban con armas secundarias de 17 cm. Los diseñadores alemanes inicialmente consideraron barcos equipados con cañones secundarios de 21 cm, pero informes erróneos de principios de 1904 comunicaron que los acorazados británicos de la clase Lord Nelson irían equipados con una batería secundaria de cañones de 25,4 cm, lo que los llevó a considerar una nave aún más poderosa armada con un armamento pesado que constaba de ocho cañones de 28 cm. Durante los próximos dos años, en la misma época en la que el Reino Unido había lanzado el acorazado HMS Dreadnought equipado con un armamento pesado, el diseño se perfeccionó en un buque más grande con doce de los cañones.
El Posen contaba con 146,1 m de eslora, 26,9 m de manga y 8,9 m de calado, y se desplazaba a 18 873 t con una carga estándar y a 20 535 t a plena carga. La tripulación del buque estaba compuesta por 40 oficiales y 968 hombres. El Posen debía su movimiento a tres hélices, movidas por otras tantas máquinas de vapor de triple expansión con doce calderas de tubos de agua de carbón en lugar de motores de turbina más avanzados. Su sistema de propulsión tenía una potencia de 27 617 ihp (20 594 kW) y proporcionaba una velocidad máxima de 20 nudos (37 km/h). Tenía una autonomía de 8300 millas náuticas a una velocidad de 12 nudos. Este tipo de maquinaria se eligió a petición tanto del almirante Alfred von Tirpitz como del departamento de construcción de la Armada; este último declaró en 1905 que «el uso de turbinas en buques de guerra pesados no era recomendable». Esta decisión se basó únicamente en el coste: en ese momento, Parsons tenía el monopolio de las turbinas de vapor y requería una tasa de regalías de 1 millón de marcos de oro por cada turbina fabricada. Las empresas alemanas no estuvieron preparadas para comenzar la producción de turbinas a gran escala hasta 1910.
El Posen portaba una batería principal con doce cañones de 28 cm SK L/45 dispuestos en una inusual configuración hexagonal. Su armamento secundario consistía en doce cañones de 15 cm SK L/45 y dieciséis de 8.8 cm SK L/45, todos ellos montados en casamatas. Más tarde durante su carrera, dos de los caños de 8.8 cm fueron remplazados por cañones antiaéreos del mismo calibre para garantizar la defensa contra los aviones. El barco además contaba con seis tubos lanzatorpedos sumergidos de 45 cm, uno montado en la proa, otro en la popa y dos en cada costado, en ambos extremos del bulge antitorpedo. El cinturón del barco era de 300 mm de espesor en la parte central y la cubierta blindada de 80 mm. Las torretas principales tenían 280 mm de espesor, y la torre de mando estaba protegida con 400 mm de blindaje.

## Historial de servicio
El 24 de abril de 1916 cubre a los cruceros de batalla durante el bombardeo de Yarmouth y Lowestoft. Asignado junto con sus gemelos a la I Escuadra de combate, el Posen participó en la Batalla de Jutlandia entre el 31 de mayo y el 1 de junio de 1916. El Posen disparó en 106 ocasiones sus cañones de 280 mm (11”); no recibió daños.
Entre el 18 al 19 de agosto de 1916 es torpedeado y averiado por el submarino británico HMS E23, por lo que permaneció efectuando reparaciones hasta principios de octubre. En la primavera de 1918 tomó parte en operaciones de ayuda al bando "blanco" finlandés durante los combates tendentes a la liberación de Finlandia. Fue dado de baja el 5 de noviembre de 1919.

## Destino final
El 11 de noviembre de 1918 entró en vigor el Armisticio. Según sus términos, once acorazados y cinco cruceros de batalla debían permanecer internados en Scapa Flow mientras duraran las negociaciones para el tratado de paz. El Posen no estaba entre los barcos internados y, en cambio, fue dado de baja el 16 de diciembre. Los barcos en Scapa Flow fueron hundidos por sus tripulaciones el 21 de junio de 1919 para evitar que los aliados los capturaran. Como resultado, el Posen y los demás acorazados que permanecieron en Alemania fueron incautados como reemplazo de los barcos que se habían perdido. El 5 de noviembre el Posen fue eliminado de la lista de la marina alemana para ser entregado a Gran Bretaña. El barco fue trasladado el 13 de mayo de 1920; el 1 de noviembre de 1920, lo condujeron a Aberdour (Escocia). Posteriormente, los británicos vendieron el Posen para desguace en los Países Bajos, lo que ocurrió finalmente en Dordrecht en 1922.